# A párterápia (film, 2016)
A párterápia (eredeti cím: The Intervention) 2016-ban bemutatott amerikai filmvígjáték-dráma, melynek rendezője, forgatókönyvírója és egyik főszereplője Clea DuVall. További fontosabb szerepekben Melanie Lynskey, Natasha Lyonne, Vincent Piazza, Jason Ritter, Ben Schwartz, Alia Shawkat és Cobie Smulders látható.
Világpremierje a 2016-os Sundance Filmfesztiválon volt, 2016. január 26-án. Augusztus 26-án korlátozott mozibemutatót is kapott.

## Szereplők
| Szereplő   | Színész         | Magyar hang       |
| ---------- | --------------- | ----------------- |
| Jessie     | Clea DuVall     | Szávai Viktória   |
| Annie      | Melanie Lynskey | Bartsch Kata      |
| Lola       | Alia Shawkat    | Sodró Eliza       |
| Ruby       | Cobie Smulders  | Bánfalvi Eszter   |
| Sarah      | Natasha Lyonne  | Szilágyi Csenge   |
| Matt       | Jason Ritter    | Karácsonyi Zoltán |
| Jack       | Ben Schwartz    | Suhajda Dániel    |
| Peter      | Vincent Piazza  | Dévai Balázs      |
| Stewardess | Kira Pozehl     | Mohácsi Nóra      |
| Rick       | David Bernon    | Ágoston Péter     |